# Akbar tea
Akbar Tea es una de las marcas de té de Ceilán más famosas del mundo. El té Akbar es la marca del té que pertenece a la empresa Akbar Brothers (Pvt) Ltd (Sri Lanka). La empresa fue fundada en el Ceilán en 1907 por la familia Akbarally. Akbar Brothers (Pvt) Ltd tiene  en 2014 los ingresos de 220 millones de euros. En la empresa trabajan 1050 empleados.
Sri Lanka hace más de 300 mil de toneladas de té que compone aproximadamente 22% de la producción mundial. Akbar Brothers es el exportador más grande del té de Sri Lanka. El volumen de los suministros de la empresa compone más de 50 mil de toneladas por año (aproximadamente 3-3,5% de la producción mundial).[cita requerida]
Según la empresa, el té Akbar es suministrado en más de 70 países del mundo, en primer lugar a Rusia, Ucrania, Chile, los EE. UU., los países árabes, y los países europeos: Países Bajos, Alemania, España, Portugal, Francia.[cita requerida]
La empresa «Akbar Brothers Ltd.» fue la primera empresa cingalesa que ha recibido la acreditación de la organización Internacional por la estandarización (ISO 9002) y el certificado НАССР, y el Instituto del Comercio de Sri Lanka le ha apropiado a la marca comercial AKBAR el título honorífico «World Brand of Sri Lanka».[cita requerida]
Hoy en día, Akbar representa alrededor del 3% del mercado mundial de té, con colecciones de productos como: Akbar Premium y Akbar Premium Especial, Colección Clásica, Colecciones Gold, Silver y Platinum, Colección de tés aromatizados incluyendo Earl Grey, Colección Exclusiva (las mezclas de tés negros y verdes con jazmín, los pétalos de las rosas y girasol, aceite de guanábana, trozos de fresa) y también Colección de infusiones vendidas por todos los continentes.[cita requerida]